# Župeno
Župeno este o localitate din comuna Cerknica, Slovenia, cu o populație de 14 locuitori.